# Асьют
Асьют (араб. أسيوط Asyūṭ  вимовляється [ʔɑsˈjuːtˤ], від копт. ⲥⲓⲟⲟⲩⲧ, ⲥⲓⲱⲟⲩⲧ Siōwt [sɪˈjo(ː)wt]) — місто в центрі Єгипту, у середній течії Нілу, центр однойменної провінції. Населення — 400 000 осіб.
Назва міста запозичена з коптської мови, у Стародавній Греції та Римі воно називалося Лікополіс (грец. ἡ Λύκων πόλις).
В Асьюті народився другий єгипетський президент Гамаль Абдель Насер.

## Економіка

### Транспорт
- Аеропорт Асьют

### Енергетика
- ТЕС Асьют
- ТЕС Асьют-Захід
- ГЕС Асьют

## Міста-побратими
- Ясси, Румунія